# 川村藍子
川村 藍子（かわむら あいこ、1980年6月19日 - ）は日本の元AV女優。静岡県出身。Vシネマに出演するときや写真集・グラビアでは川村 愛子名義(当時のプロフィールには1979年6月19日生まれ)で活動していた。

## 略歴
- 2000年 - 『好きです 早春』でAVデビュー。

## 作品

### アダルトビデオ
- 好きです 早春（2000年3月29日、KUKI）
- 迷子になりたい（2000年4月26日、KUKI）
- 甘い蜜の香り（2000年6月19日、KUKI）
- 原点（2000年7月21日、KUKI）

### Vシネマ
- お天気キャスター・彩（2000年10月21日、主演、川村愛子名義で出演）
- ブルー　レター
- 牝牌　女雀士復讐の闘牌（2000年、主演、堂島あさみ役。川村愛子名義で出演）

### イメージビデオ
- 見つめて欲しい…（2000年）

### 写真集
- 川村愛子写真集　見つめて欲しい…（撮影：竹内彩、2000年10月20日、メディアックス）